# Juan Fernández (wielrenner)
Juan Fernández Martin (Alhama de Grenada, 5 januari 1957) is een voormalig Spaans wielrenner. Hij was beroepsrenner tussen 1979 en 1988. Hij was tweemaal kampioen van Spanje en werd driemaal derde op het wereldkampioenschap wielrennen. Na zijn actieve wielerloopbaan werd Fernández ploegleider, onder andere bij Festina en Phonak.

## Belangrijkste overwinningen
1979
- GP Navarra

1980
- GP Navarra
- Bergklassement Ronde van Spanje
- Nationaal kampioenschap op de weg, Elite
- 8e etappe Ronde van Italië

1981
- 1e etappe Ronde van Duitsland

1983
- GP Navarra

1985
- Clásica a los Puertos de Guadarrama

1988
- Nationaal kampioenschap op de weg, Elite

## Resultaten in voornaamste wedstrijden
| Jaar | Ronde van Italië | Ronde van Frankrijk | Ronde van Spanje |
| ---- | ---------------- | ------------------- | ---------------- |
| 1979 |                  |                     |                  |
| 1980 | 24e (1)          |                     | 16e              |
| 1981 |                  | 50e                 | opgave (1)       |
| 1982 | 37e              |                     | 20e (1)          |
| 1983 | opgave           |                     | opgave (1)       |
| 1984 | 122e             |                     |                  |
| 1985 |                  | opgave              | opgave           |
| 1986 |                  | opgave              | opgave           |
| 1987 | 94e              |                     | 70e (1)          |
| 1988 | opgave           |                     | opgave           |

| Jaar | Milaan-San Remo | Ronde van Lombardije | Clásica San Sebastián | Rund um den Henninger-Turm |  | WK op de weg |
| ---- | --------------- | -------------------- | --------------------- | -------------------------- |  | ------------ |
| 1979 |                 |                      |                       | 9e                         |  |              |
| 1980 | 134e            |                      |                       |                            |  | ↑            |
| 1981 | 31e             |                      | 7e                    |                            |  | 55e          |
| 1982 |                 |                      |                       |                            |  | 7e           |
| 1983 | 6e              |                      |                       |                            |  |              |
| 1984 |                 | 51e                  |                       |                            |  | 18e          |
| 1985 | 128e            |                      | ↑                     |                            |  | 6e           |
| 1986 |                 |                      | ↑                     |                            |  | 4e           |
| 1987 |                 |                      |                       |                            |  | ↑            |
| 1988 |                 |                      |                       |                            |  | ↑            |